# Варсонофий (Лебедев, Валентин Мефодиевич)
Архимандрит Варсонофий (в миру Валентин Мефодиевич Лебедев; 1872 или 1873 — 20 мая [2 июня] 1912, Казань) — архимандрит Русской православной церкви, церковный и общественный деятель, миссионер, настоятель Казанского Спасо-Преображенского миссионерского монастыря в 1911—1912 годы.

## Происхождение, учёба, постриг
Валентин Лебедев родился в семье священника (по некоторым сведениям — личного дворянина) города Старица Тверской губернии Мефодия Ивановича и Марии Семёновны Лебедевых, у которых он был единственным сыном.
Учился в Казанской духовной академии (КДА), которую закончил в 1899 году со степенью кандидата богословия (утверждён в ней архиепископом Казанским и Свияжским Арсением (Брянцевым) 24 июня (6 июля) 1899 года).
16 (28) ноября 1896 года, вместе с Нафанаилом (Троицким), будущим епископом Уфимским и Мензелинским, Валентин Лебедев был пострижен в монашество в КазДА её ректором — архимандритом Антонием (Храповицким) с наречением имени Варсонофий. В том же году, на втором курсе обучения, был рукоположён во иеродиакона архиепископом Казанским и Свияжским Владимиром (Петровым).
13 (25) сентября 1897 года рукоположён епископом Чебоксарским Антонием (Храповицким) в сан иеромонаха.

## Служение в Казанском Спасо-Преображенском монастыре

### Исправляющий должность и помощник наместника
29 июля (10 августа) 1899 года, по окончании курса КДА, Варсонофий (Лебедев) был назначен исправляющим должность наместника Казанского Спасо-Преображенского монастыря, а 7 (20) октября определён помощником наместника и наблюдателя миссионерских курсов при КДА. 30 августа (11 сентября) он был награждён набедренником. 1 (13) декабря епископом Чебоксарским Иоанном (Алексеевым) «временным экзаменатором ищущих псалоломщических мест».
Определением Святейшего правительствующего синода (СПС) № 2887 от 12/13 (25/26) июля 1900 года он был удостоен звания соборного иеромонаха ставропигиального Донского монастыря в Москве. 6 (19) мая 1902 года Варсонофий (Лебедев) был награждён наперсным крестом, «от Св[ятейшего] Синода выдаваемым».
Определением Синода от 25 августа (7 сентября) 1905 года он был назначен ректором Волынской духовной семинарии, но, согласно собственному прошению, оставлен на прежнем месте (что было утверждено определением Синода от 8 (21) октября 1905 года).

### Архимандрит и наместник
«К 6-му мая 1906 года» Варсонофий (Лебедев) был награждён саном архимандрита и 19 мая (1 июня) возведён в него в Казанском Спасо-Преображенском миссионерском монастыре (КСПММ) архиепископом Казанским и Свияжским Димитрием (Самбикиным). При этом, как отмечалось в «Ведомости о монашествующих и послушниках Казанского второклассного Спасо-Преображенского Миссионерского монастыря» за 1906 год, Варсонофий (Лебедев) поведения был «отлично хорошего», «к послушаниям способен». До принятия монашества женат не был, под судом не состоял.
Определением епархиального начальства от 19 августа (1 сентября) 1907 года он был назначен исправляющим должность настоятеля Казанского Успенского Зилантова мужского монастыря, а указом Казанской духовной консистории (КДК) от 3 (16) октября 1907 года — исправляющим должность благочинного 2-го округа монастырей Казанской епархии.
Согласно определению Священного синода от 15 (28) октября 1907 года № 12208, Варсонофий (Лебедев) стал наместником КСПММ и наблюдателем Казанских миссионерских курсов (КМК). Указом КДК от 22 февраля (7 марта) 1910 года он был назначен благочинным 1-го округа монастырей Казанской епархии.

### Конфликт с настоятелем монастыря
В свою бытность архимандритом и наместником Спасо-Преображенского монастыря Варсонофий не сошёлся характером с его настоятелем — епископом Мамадышским Андреем (Ухтомским). Постепенно дошло до того, что он начал целенаправленно избегать встреч с последним, объясняя это постоянными придирками к нему. В 1909 году конфликт между ними вырвался наружу.
28 июня (11 июля) епископ Андрей (Ухтомский) обратился с докладной запиской к архиепископу Казанскому и Свияжскому Никанору (Каменскому), в которой по долгу службы, «к величайшему своему сожалению», доложил «о той ненормальности, которая наблюдалась за последний год в жизни Спасо-Преображенского монастыря и Миссионерских курсов». Владыка отмечал, что за это время он и его «наместник и необходимый помощник совершенно стали расходиться во взглядах на наше общее дело». Результатом таких расхождений, по мнению епископа Андрея, стало непрекращающееся падение монастырской дисциплины, ухудшение делопроизводства и хозяйственной деятельности монастыря, а также неприглядные происшествия и игнорирование мнения владыки при постановке учебного процесса на КМК.
Архимандрит Варсонофий в ответном рапорте на имя казанского архиерея, датированном 13 (26) июля, постарался переложить вину за «ненормальное состояние» монастыря, КМК и страдающее от этого «великое дело миссии» на епископа Андрея, особо подчеркнув: «Причину этого можно усмотреть в том, что Преосвященный Андрей имеет слишком много сложных и ответственных обязанностей, крайне затрудняющих желательное исполнение их». При этом наместник не преминул, в частности, обвинить епископа Андрея в ненадлежащем внимании и отсутствии систематического педагогического руководства КМК, поддержке лиц с предосудительной репутацией, удалении из монастыря неугодных ему монахов и предвзятом отношении к нему самому. Архимандрит акцентировал внимание на отрицательных последствиях решения об отделении миссионерских курсов от КДА и ликвидации должности помощника наблюдателя последних.
Архиепископ Никанор (Каменский) поставил на рапорте наместника монастыря резолюцию: «Всё написанное вновь подтверждает трудность и неполезность совместного сослужения означенных здесь лиц. Прошу Преосв[ященного] Андрея позаботиться об устранении означенных непорядков, а о. Архим[андрита] позаботиться о другом месте или о наибольшей подчинимости».
Однако, этим дело не кончилось. Настоятель и наместник продолжали стоять на своём, что вынудило казанского архиерея, в соответствии с иерархическими предпочтениями, занять более жёсткую позицию в отношении архимандрита Варсонофия. В декабре архиепископ Никанор распорядился указать наместнику монастыря, что «он должен подчиниться своему служебному положению» и прийти к согласию с настоятелем. В противном же случае, как отмечал казанский архиерей, «я принужден буду принять решительные меры, неблагоприятные для него».
Тем не менее, конфликт между епископом Андреем и архимандритом Варсонофием не только не утих, но стал предметом разбирательства на уровне Святейшего синода. Историк И. Е. Алексеев пишет, что известно, по крайней мере, ещё о двух рапортах епископа Андрея (Ухтомского) и одном «объяснении» архимандрита Варсонофия (Лебедева) на имя казанского архиерея, появившихся в 1910 году и препровождённых последним в Святейший синод. Кроме того, в представлениях от 14 (27) июля и 24 ноября (7 декабря) 1910 года архиепископ Казанский и Свияжский Никанор (Каменский) ходатайствовал о перемещении наместника Спасо-Преображенского монастыря архимандрита Варсонофия «на другое место», но решение по ним так и не были приняты.

### Отказ от епископского сана, настоятель монастыря
25 июля (7 августа) 1911 года император Николай II утвердил доклад Синода «о бытии Преосвященному Андрею, Епископу Мамадышскому, третьему викарию Казанской епархии, Епископом Сухумским», о чём Синодальным указом от 29 июля (11 августа) было доведено до сведения архиепископа Казанского и Свияжского Иакова (Пятницкого).
28 июля (10 августа) Николай  утвердил ещё один всеподданнейший доклад Синода «о бытии наблюдателю миссионерских курсов в Казани, наместнику Казанского Спасо-Преображенского миссионерского монастыря, архимандриту Варсонофию Епископом Мамадышским, третьим викарием Казанской епархии, с тем, чтобы наречение и хиротония его в сан Епископа были произведены в Казани».
Согласно резолюции казанского архиерея от 4 (17) августа, архимандриту Варсонофию поручалось исполнение обязанностей настоятеля Спасо-Преображенского монастыря и председателя педагогического совета КМК.
13 (26) августа епископ Андрей (Ухтомский) сдал ему денежную наличность и имущество монастыря. Однако новый настоятель монастыря, ближе всех знакомый с миссионерскими делами в Казанской епархии, в силу постоянно изнуряющего его заболевания — «глубокой неврастении», оказался не в состоянии принять на себя тяжёлые епископские обязанности. По указу Синода от 3 (16) августа через несколько дней архиепископ Иаков Пятницкий) вызвал к себе архимандрита Варсонофия для вручения ему «печатного экземпляра чина архиерейской присяги», а также для обсуждения вопроса о месте и времени его будущего наречения и хиротонии во епископа Мамадышского, третьего викария Казанской епархии. Но тот, по словам архиепископа, «не выразил согласия на принятие епископского сана» и отказался взять означенный текст, «ссылаясь на свою болезненность, препятствующую ему читать и понимать что-либо, тем более, чин присяги». Испросив у казанского архиерея двухмесячный отпуск и разрешение отложить на это время свою хиротонию, Варсонофий вернулся к делам с окончательным убеждением в правильности своего выбора.
Свой отказ от епископского сана он подтвердил и в письме обер-прокурору Синода Владимиру Саблеру, отметив, по словам последнего, что «готов впредь потрудиться в сём монастыре и на курсах, но высокое Епископское служение он признаёт выше своих слабых и ничтожных сил», а также присовокупив, что, «если Святейшему Синоду благоугодно будет, оставив его в сане архимандрита, заведывающим миссионерскими курсами и настоятелем Спасо-Преображенского монастыря, назначить, вместе с тем, в названном же монастыре местопребывание и Епископу Мамадышскому, то необходимо будет, в виду затруднительного материального положения сего монастыря, дать необходимые средства на содержание Епископа и заведение хотя бы сносной обстановки». В ответ на письмо Саблера от 4 (17) ноября с просьбой о предоставлении отзыва по этому вопросу архиепископ Иаков распорядился заготовить ответ, указав в нём, в частности, что исполнение обязанностей третьего викария Казанской епархии можно возложить на бывшего епископа Якутского и Вилюйского Макария (Павлова), управлявшего в то время на правах настоятеля Свияжским Успенско-Богородицким монастырём.
28 декабря 1911 (10 января 1912) года Николай II утвердил доклад Святейшего синода об освобождении наместника Спасо-Преображенского монастыря «архимандрита Варсонофия, согласно его ходатайству, от назначения во епископа Мамадышского, третьего викария Казанской епархии». Но дело «о несогласиях» между епископом Андреем (Ухтомским) и архимандритом Варсонофием (Лебедевым) оставалось в синодальном производстве ещё почти год.

## Общественная деятельность
Варсонофий (Лебедев) сочувствовал деятельности правых монархистов (черносотенцев), объединявшихся вокруг Казанского отдела «Русского собрания» (КОРС) и Казанского общества трезвости, а также состоял в комитете последнего, активно содействуя деятельности общества.
Известно, в частности, что он вменял в вину епископу Андрею (Ухтомскому) удаление из Спасо-Преображенского монастыря иеромонаха Софрония, возглавлявшего так называемый «2-й» отдел Союза русского народа в Пятницком приходе города Казани, контролировавшийся председателем совета КОРС и комитета Казанского общества трезвости Александром Соловьёвым. «Не в лучшем виде, — писал он, — находится в Спасском монастыре и благочиние церковное, упадку которого много способствовало удаление Преосвященным Андреем без всякой вины благочинного и уставщика монастыря Иеромонаха Софрония, человека трезвого и благоговейного ревнителя церковного устава, об удалении которого скорбят и благочестивые богомольцы обители, и, особенно, члены Союза русского народа, в котором он был председателем. Вместо него Преосвящ[енный] Андрей вызвал из Самарской епархии Иеромонаха Пантелеимона, человека нетрезвой жизни и совершенно неподходящего для монастыря, по отзыву самарцев, что и подтверждается его формулярным списком».
Не случайно также, что после кончины Варсонофия (Лебедева) исполняющий обязанности настоятеля Спасо-Преображенского монастыря игумен Иоасаф (Удалов) в своём отношении в КДК от 21 января (3 февраля) 1913 года, помимо прочего, выразил просьбу «назначить над имуществом покойного о. Архимандрита Варсонофия опеку из кого-либо непричастных Монастырю лиц, каковым, по моему мнению, мог бы быть Председатель Казанского Общества Трезвости Александр Титович Соловьёв, на что он уже, если последует со стороны Консистории разрешение, дал своё согласие». Просьба была удовлетворена, и КДК приказала «назначить опекуном к имуществу покойного» Александра Соловьёва.

## Кончина, погребение
То, что Варсонофий (Лебедев) не преувеличивал степени своей физической немощности, стало окончательно понятно через несколько месяцев после его отказа от епископского сана. 20 мая (2 июня) 1912 года в возрасте 39 лет настоятель Казанского Спасо-Преображенского монастыря архимандрит Варсонофий (Лебедев) (в схиме — Алексий) скончался и 22 (4 июня) мая был погребён на монастырском кладбище при большом стечении народа.
«Известия по Казанской Епархии» писали:
Смерть о. Варсонофия встречена была с глубокой скорбью всеми знавшими его и открыла, насколько он дорог был Казанской церкви. Не говоря уже о том, что при гробе и при погребении была масса народу, скажем, что даже в 9, 20 и 40 день по кончине почившего о. Варсонофия за богослужением в Спасовой обители было так много богомольцев, как бывает в церквах в большие двунадесятые праздники.
20 марта (2 апреля) 1912 года, за два месяца до кончины архимандрита Варсонофия, умер его отец — священник М. И. Лебедев. Мать — М. С. Лебедева, проживавшая в городе Старице Тверской губернии, пережила и мужа, и единственного сына. При этом, как сообщалось в одном из документов, он «никакого духовного завещания не оставил».
Архиепископом Волынским и Житомирским Антонием (Храповицким), «вместе с друзьями и почитателями о. Варсонофия», при Казанской духовной академии был учреждён капитал под названием «Лепта о. Варсонофия», «дабы %% с него шли на нужды учащихся в академии иноков в виде ли стипендии или в виде пособия на построение иноческих одежд для принимающих монашество».
Помимо этого, по предложению членов Казанского общества трезвости был организован и произведён сбор средств на сооружение надгробия над его могилой, над проектом которого работал архитектор П. П. Голышев.
29 ноября (12 декабря) 1912 года в докладе Святейшему синоду архиепископ Иаков (Пятницкий) сообщил, что «в настоящее время, в виду назначения Преосвященного Андрея Епископом Сухумским и за смертью архимандрита Варсонофия», «в производстве» дела «о несогласиях» между епископом Андреем (Ухтомским) и архимандритом Варсонофием (Лебедевым) не имеется больше нужды. Указом от 8 (21) января 1913 года Синод определил «возникшее в Святейшем Синоде дело о несогласиях между Преосвященным Андреем и архимандритом Варсонофием производством прекратить».